# Sieuras
Sieuras est une commune française, située dans le département de l'Ariège en région Occitanie. Sur le plan historique et culturel, la commune fait partie du Pédaguès, ancienne appellation remplacée au XXIe siècle par la dénomination géographique de Terrefort ariégeois, constitué des terreforts de Pamiers et de Saverdun, sur la rive gauche de l'Ariège.
Exposée à un climat océanique altéré, elle est drainée par l'Aunat, le Camedon, le ruisseau de Canalès et par divers autres petits cours d'eau.
Sieuras est une commune rurale qui compte 94 habitants en 2022, après avoir connu un pic de population de 392 habitants en 1866. Elle fait partie de l'aire d'attraction de Toulouse. Ses habitants sont appelés les Sieurassois ou Sieurassoises.
Le patrimoine architectural de la commune comprend un immeuble protégé au titre des monuments historiques : le château de Nogarède, inscrit en 1989.

## Géographie

### Localisation
La commune de Sieuras se trouve dans le département de l'Ariège, en région Occitanie.
Elle se situe à 33 km à vol d'oiseau de Foix, préfecture du département, à 27 km de Saint-Girons, sous-préfecture, et à 10 km de Lézat-sur-Lèze, bureau centralisateur du canton d'Arize-Lèze dont dépend la commune depuis 2015 pour les élections départementales.
La commune fait en outre partie du bassin de vie de Montesquieu-Volvestre.
Les communes les plus proches sont : 
Méras (2,2 km), Castex (2,9 km), Lapeyrère (3,2 km), Canens (3,5 km), Loubaut (4,4 km), Sainte-Suzanne (4,8 km), Castagnac (5,0 km), Latour (5,0 km).
Sur le plan historique et culturel, Sieuras fait partie du Pédaguès, ou Podaguès, ancienne appellation remplacée au XXIe siècle par la dénomination géographique de Terrefort ariégeois, constitué des terreforts de Pamiers et de Saverdun, sur la rive gauche de l'Ariège.
Sieuras est limitrophe de cinq autres communes dont une dans le département de la Haute-Garonne.
Les communes limitrophes sont Carla-Bayle, Castex, Méras, Sainte-Suzanne et Lapeyrère.
| Lapeyrère (Haute-Garonne) |             | Sainte-Suzanne |
| Méras                     | Sieuras     |                |
| Castex                    | Carla-Bayle |                |

Commune située dans le massif du Plantaurel. C'est une commune limitrophe avec le département de la Haute-Garonne dans l'aire d'attraction de Toulouse.

### Géologie et relief

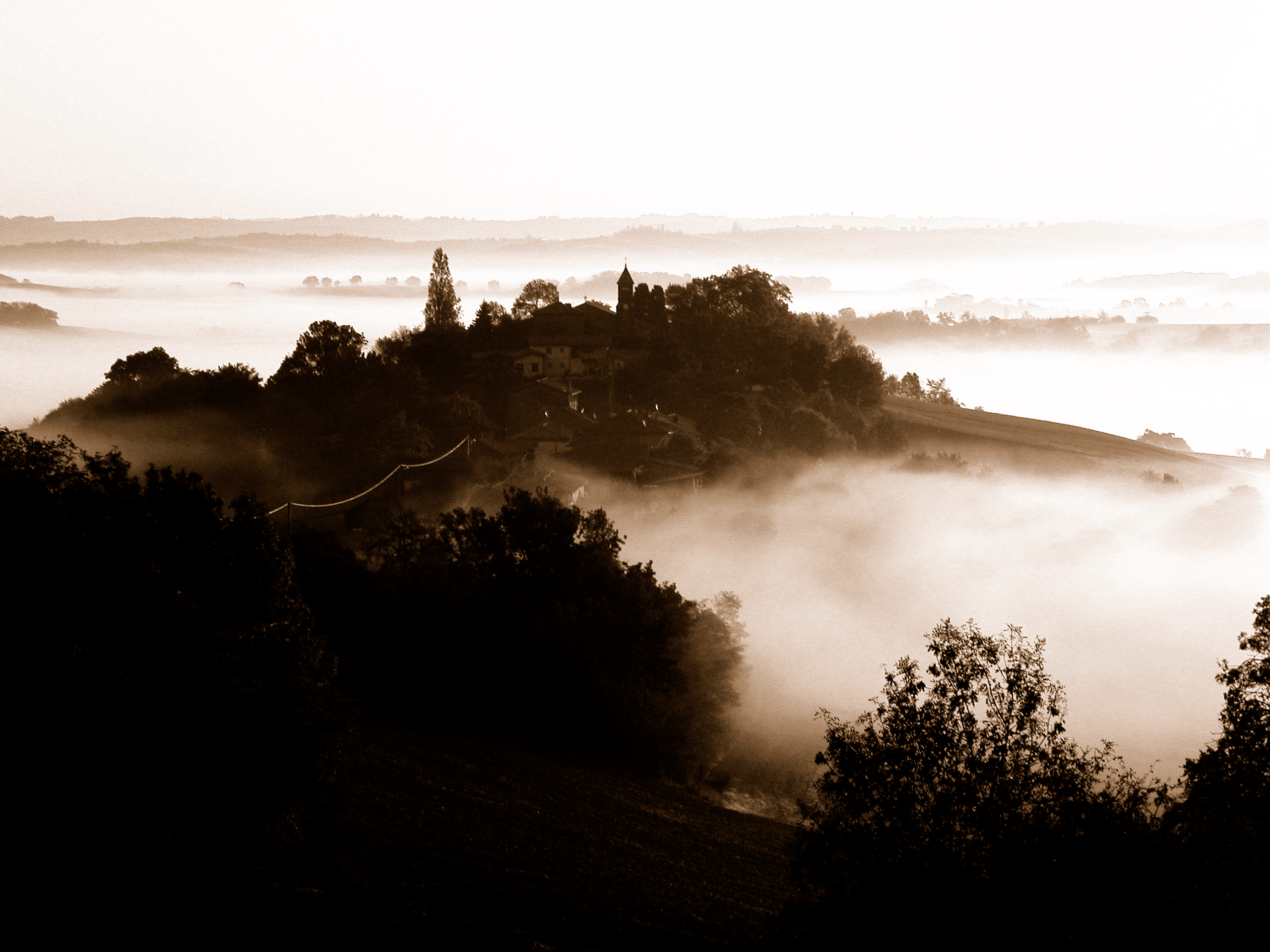
Panorama.

La commune est située dans le Bassin aquitain, le deuxième plus grand bassin sédimentaire de la France après le Bassin parisien. Les terrains affleurants sur le territoire communal sont constitués de roches sédimentaires datant du Cénozoïque, l'ère géologique la plus récente sur l'échelle des temps géologiques, débutant il y a 66 millions d'années. La structure détaillée des couches affleurantes est décrite dans les feuilles « n°1034 - Cazères » et « n°1056 - Le Mas d'Azil » de la carte géologique harmonisée au 1/50 000ème du département de l'Ariège, et leurs notices associées,.
La superficie cadastrale de la commune publiée par l’Insee, qui sert de références dans toutes les statistiques, est de 7,63 km2,. La superficie géographique, issue de la BD Topo, composante du Référentiel à grande échelle produit par l'IGN, est quant à elle de 7,71 km2.  L'altitude du territoire varie entre 229 m et 408 m.

### Hydrographie

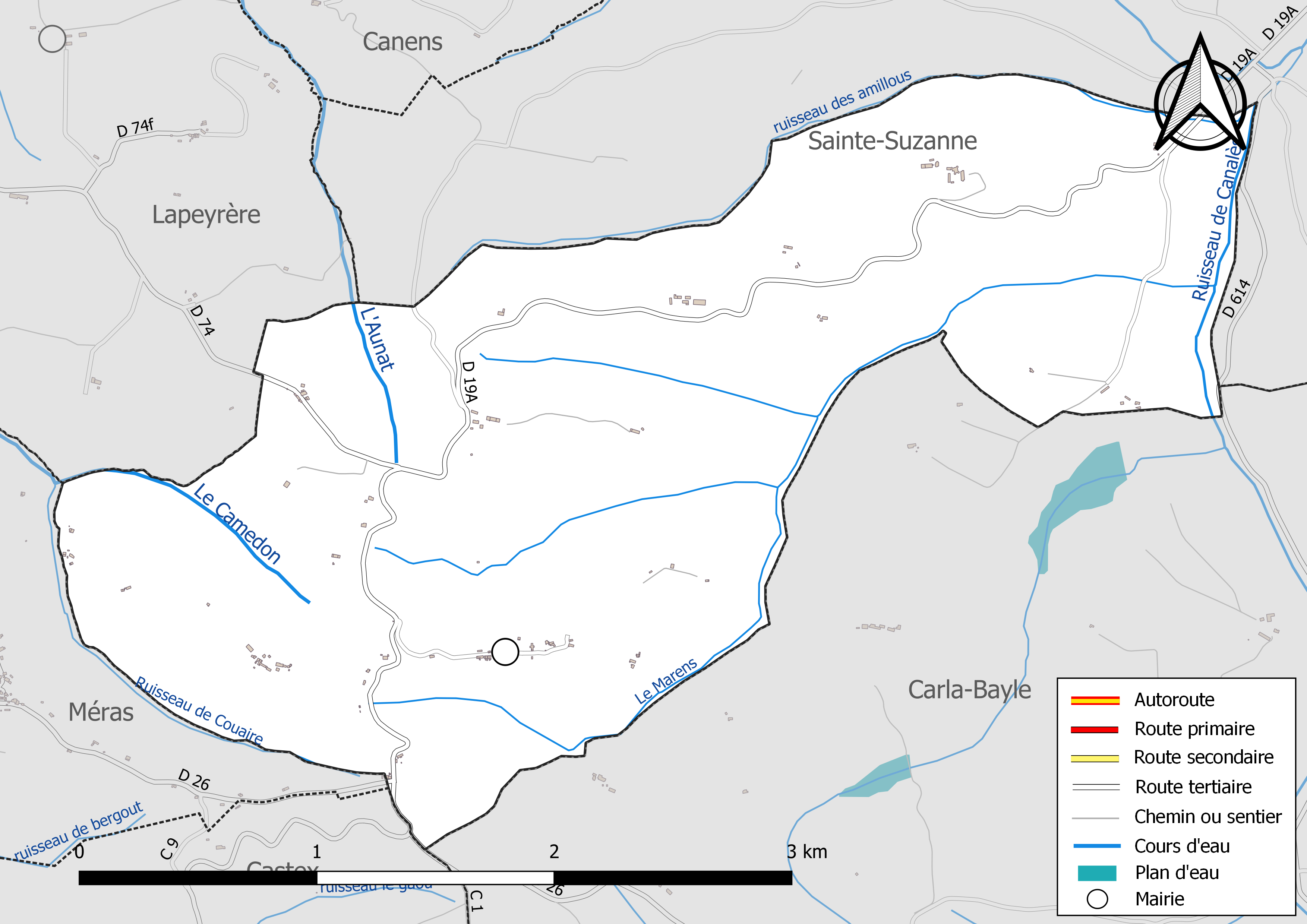
Réseaux hydrographique et routier de Sieuras.

La commune est dans le bassin versant de la Garonne, au sein du bassin hydrographique Adour-Garonne. Elle est drainée par l'Aunat, le Camedon, le ruisseau de Canalès, le Marens, le ruisseau des amillous et par deux petits cours d'eau, constituant un réseau hydrographique de 14 km de longueur totale,.
L'Aunat, d'une longueur totale de 21,7 km, prend sa source dans la commune de Sieuras et s'écoule du sud vers le nord. Il traverse la commune et se jette dans la Garonne à Montaut, après avoir traversé 13 communes.
Le Camedon, d'une longueur totale de 16,7 km, prend sa source dans la commune de Sieuras et s'écoule du sud-est vers le nord-ouest. Il traverse la commune et se jette dans l'Arize à Rieux-Volvestre, après avoir traversé 8 communes.

### Climat
Pour des articles plus généraux, voir Climat de l'Occitanie et Climat de l'Ariège.
En 2010, le climat de la commune est de type climat océanique altéré, selon une étude s'appuyant sur une série de données couvrant la période 1971-2000. En 2020, Météo-France publie une typologie des climats de la France métropolitaine dans laquelle la commune est exposée à un climat de montagne et est dans la région climatique Pyrénées centrales, caractérisée par une pluviométrie annuelle de 1 000 à 1 200 mm.
Pour la période 1971-2000, la température annuelle moyenne est de 12,6 °C, avec une amplitude thermique annuelle de 15,6 °C. Le cumul annuel moyen de précipitations est de 858 mm, avec 9,6 jours de précipitations en janvier et 6 jours en juillet. Pour la période 1991-2020, la température moyenne annuelle observée sur la station météorologique la plus proche, située sur la commune de Saint-Ybars à 7 km à vol d'oiseau, est de 13,6 °C et le cumul annuel moyen de précipitations est de 796,5 mm,. Pour l'avenir, les paramètres climatiques de la commune estimés pour 2050 selon différents scénarios d'émission de gaz à effet de serre sont consultables sur un site dédié publié par Météo-France en novembre 2022.

### Milieux naturels et biodiversité
Aucun espace naturel présentant un intérêt patrimonial n'est recensé sur la commune dans l'inventaire national du patrimoine naturel,,.

## Urbanisme

### Typologie
Au 1er janvier 2024, Sieuras est catégorisée commune rurale à habitat très dispersé, selon la nouvelle grille communale de densité à 7 niveaux définie par l'Insee en 2022.
Elle est située hors unité urbaine. Par ailleurs la commune fait partie de l'aire d'attraction de Toulouse, dont elle est une commune de la couronne,. Cette aire, qui regroupe 527 communes, est catégorisée dans les aires de 700 000 habitants ou plus (hors Paris),.

### Occupation des sols
L'occupation des sols de la commune, telle qu'elle ressort de la base de données européenne d’occupation biophysique des sols Corine Land Cover (CLC), est marquée par l'importance des territoires agricoles (90,4 % en 2018), une proportion identique à celle de 1990 (90,4 %). La répartition détaillée en 2018 est la suivante : 
terres arables (65,2 %), zones agricoles hétérogènes (21,4 %), forêts (9,6 %), prairies (3,7 %). L'évolution de l’occupation des sols de la commune et de ses infrastructures peut être observée sur les différentes représentations cartographiques du territoire : la carte de Cassini (XVIIIe siècle), la carte d'état-major (1820-1866) et les cartes ou photos aériennes de l'IGN pour la période actuelle (1950 à aujourd'hui).

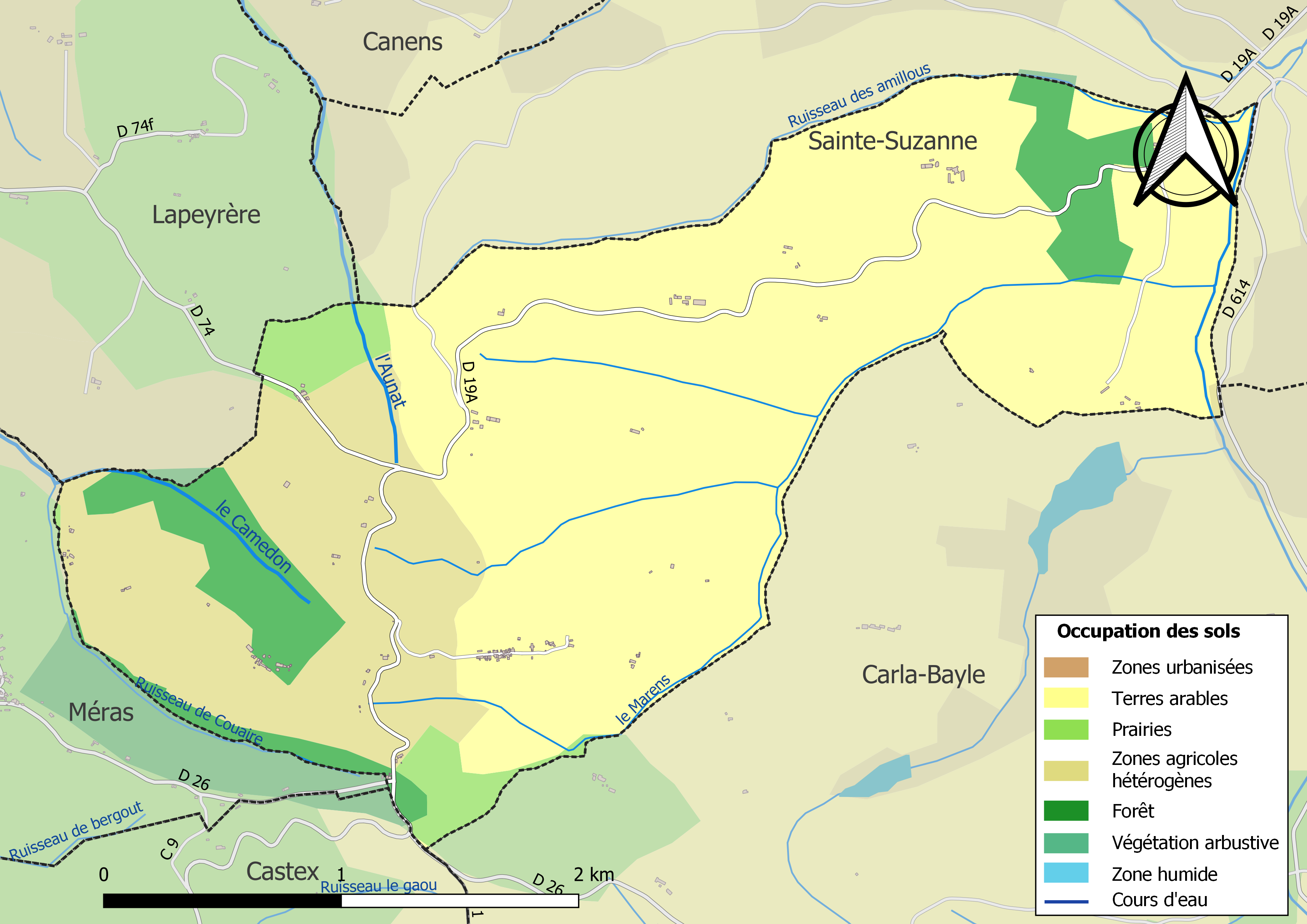
Carte des infrastructures et de l'occupation des sols de la commune en 2018 (CLC).

### Habitat et logement
En 2018, le nombre total de logements dans la commune était de 58, alors qu'il était de 51 en 2013 et de 56 en 2008.
Parmi ces logements, 67,1 % étaient des résidences principales, 27,7 % des résidences secondaires et 5,2 % des logements vacants. Ces logements étaient pour 90,9 % d'entre eux des maisons individuelles et pour 1,9 % des appartements.
Le tableau ci-dessous présente la typologie des logements à Sieuras en 2018 en comparaison avec celle de l'Ariège et de la France entière. Une caractéristique marquante du parc de logements est ainsi une proportion de résidences secondaires et logements occasionnels (27,7 %) supérieure à celle du département (24,6 %) et à celle de la France entière (9,7 %). Concernant le statut d'occupation de ces logements, 64 % des habitants de la commune sont propriétaires de leur logement (65,6 % en 2013), contre 66,3 % pour l'Ariège et 57,5 % pour la France entière.
| Typologie                                               | Sieuras | Ariège | France entière |
| ------------------------------------------------------- | ------- | ------ | -------------- |
| Résidences principales (en %)                           | 67,1    | 65,7   | 82,1           |
| Résidences secondaires et logements occasionnels (en %) | 27,7    | 24,6   | 9,7            |
| Logements vacants (en %)                                | 5,2     | 9,7    | 8,2            |

### Risques majeurs

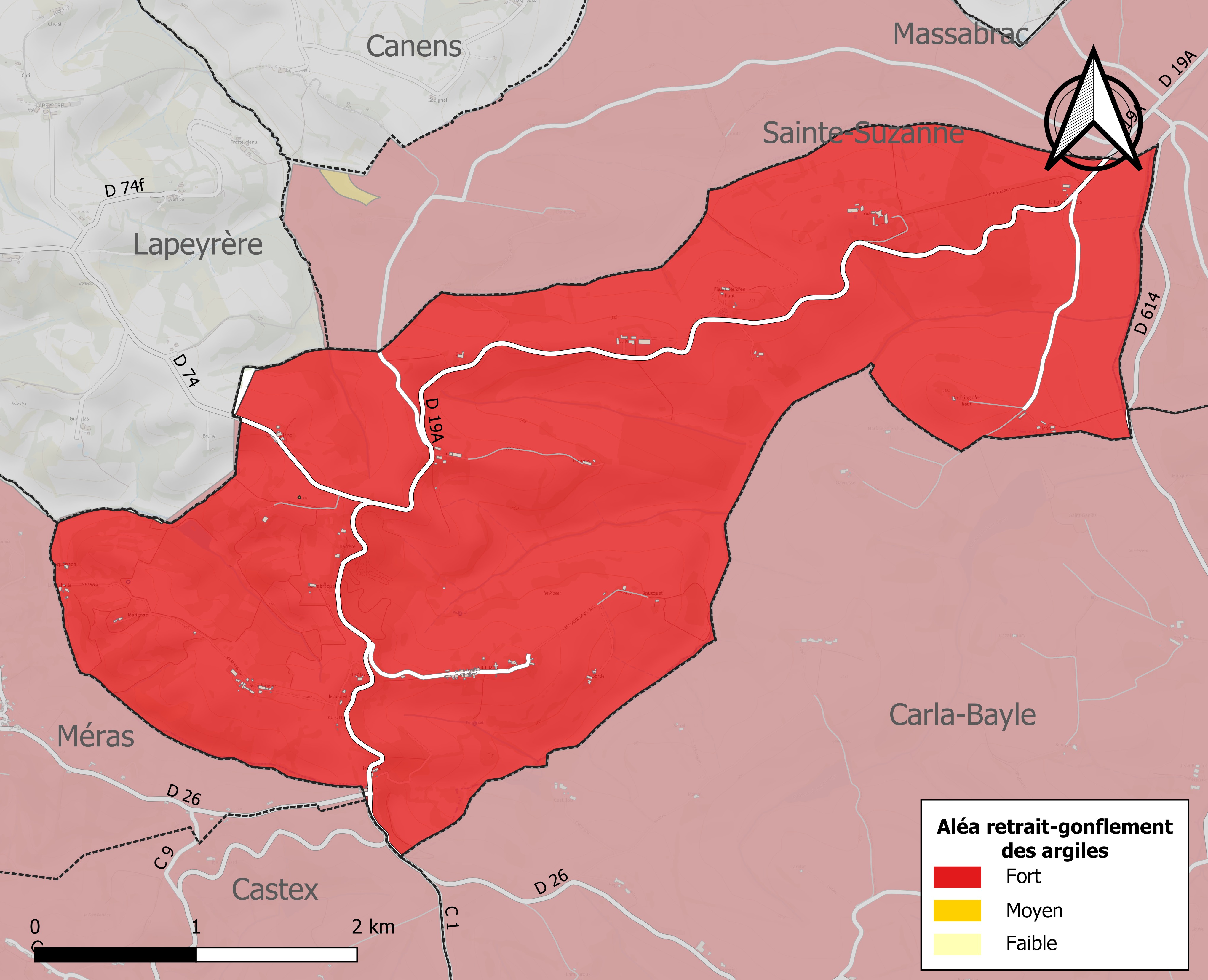
Zonage de l'aléa retrait-gonflement des argiles sur la commune de Sieuras.

Le territoire de la commune de Sieuras est vulnérable à différents aléas naturels : inondations, climatiques (grand froid ou canicule) et séisme (sismicité faible),.
Certaines parties du territoire communal sont susceptibles d’être affectées par le risque d’inondation par débordement d'un cours d'eau, ou ruissellement d'un versant.
Près de 50 % de la superficie du département est concernée par l'aléa retrait-gonflement des argiles, dont la commune de Sieuras. L'inventaire national des cavités souterraines permet par ailleurs de localiser celles situées sur la commune.

## Histoire
Le village est dévasté par les Huguenots en 1568..
À partir du Moyen Âge jusqu'à sa disparition en 1790 pendant la Révolution française, Sieuras faisait partie du diocèse de Rieux.

## Politique et administration

### Découpage territorial
La commune de Sieuras est membre de la communauté de communes Arize Lèze, un établissement public de coopération intercommunale (EPCI) à fiscalité propre créé le 30 octobre 2016 dont le siège est à Le Fossat. Ce dernier est par ailleurs membre d'autres groupements intercommunaux.
Sur le plan administratif, elle est rattachée à l'arrondissement de Saint-Girons, au département de l'Ariège, en tant que circonscription administrative de l'État, et à la région Occitanie.
Sur le plan électoral, elle dépend du canton d'Arize-Lèze pour l'élection des conseillers départementaux, depuis le redécoupage cantonal de 2014 entré en vigueur en 2015, et de la deuxième circonscription de l'Ariège  pour les élections législatives, depuis le redécoupage électoral de 1986.

### Administration municipale
Le nombre d'habitants au recensement de 2011 étant compris entre 0 et 99, le nombre de membres du conseil municipal pour l'élection de 2014 est de sept,.

### Liste des maires
| Période                                  | Période  | Identité           | Étiquette | Qualité |
| ---------------------------------------- | -------- | ------------------ | --------- | ------- |
| mars 2001                                | 2008     | Laurent Lacoste    |           |         |
| mars 2008                                | 2014     | Alain Coyard       | EELV      |         |
| mars 2014                                | En cours | Jean-Louis Cauhapé | SE        |         |
| Les données manquantes sont à compléter. |          |                    |           |         |

## Population et société

### Démographie
L'évolution du nombre d'habitants est connue à travers les recensements de la population effectués dans la commune depuis 1793. Pour les communes de moins de 10 000 habitants, une enquête de recensement portant sur toute la population est réalisée tous les cinq ans, les populations de référence des années intermédiaires étant quant à elles estimées par interpolation ou extrapolation. Pour la commune, le premier recensement exhaustif entrant dans le cadre du nouveau dispositif a été réalisé en 2006.

En 2022, la commune comptait 94 habitants, en évolution de +1,08 % par rapport à 2016 (Ariège : +1,48 %, France hors Mayotte : +2,11 %).
| 1793 | 1800 | 1806 | 1821 | 1831 | 1836 | 1841 | 1846 | 1851 |
| ---- | ---- | ---- | ---- | ---- | ---- | ---- | ---- | ---- |
| 212  | 228  | 199  | 232  | 273  | 279  | 358  | 278  | 383  |

| 1856 | 1861 | 1866 | 1872 | 1876 | 1881 | 1886 | 1891 | 1896 |
| ---- | ---- | ---- | ---- | ---- | ---- | ---- | ---- | ---- |
| 387  | 378  | 392  | 345  | 333  | 317  | 319  | 316  | 296  |

| 1901 | 1906 | 1911 | 1921 | 1926 | 1931 | 1936 | 1946 | 1954 |
| ---- | ---- | ---- | ---- | ---- | ---- | ---- | ---- | ---- |
| 256  | 264  | 240  | 189  | 194  | 176  | 166  | 175  | 157  |

| 1962 | 1968 | 1975 | 1982 | 1990 | 1999 | 2006 | 2011 | 2016 |
| ---- | ---- | ---- | ---- | ---- | ---- | ---- | ---- | ---- |
| 106  | 89   | 63   | 74   | 57   | 72   | 78   | 70   | 93   |

| 2021 | 2022 | - | - | - | - | - | - | - |
| ---- | ---- | - | - | - | - | - | - | - |
| 97   | 94   | - | - | - | - | - | - | - |

| selon la population municipale des années : | 1968 | 1975 | 1982 | 1990 | 1999 | 2006 | 2009 | 2013 |
| Rang de la commune dans le département      | 179  | 193  | 284  | 251  | 226  | 245  | 254  | 260  |
| Nombre de communes du département           | 340  | 328  | 330  | 332  | 332  | 332  | 332  | 332  |

### Enseignement
Sieuras fait partie de l'académie de Toulouse.

### Activités sportives
Pétanque, randonnée pédestre,

## Économie

### Emploi
| Division       | 2008  | 2013   | 2018   |
| -------------- | ----- | ------ | ------ |
| Commune        | 4,4 % | 0 %    | 11,1 % |
| Département    | 8,9 % | 11,1 % | 11,2 % |
| France entière | 8,3 % | 10 %   | 10 %   |

En 2018, la population âgée de 15 à 64 ans s'élève à 68 personnes, parmi lesquelles on compte 66,6 % d'actifs (55,5 % ayant un emploi et 11,1 % de chômeurs) et 33,4 % d'inactifs,. En  2018, le taux de chômage communal (au sens du recensement) des 15-64 ans est inférieur à celui du département, mais supérieur à celui de la France, alors qu'en 2008 il était inférieur à celui de la France.
La commune fait partie de la couronne de l'aire d'attraction de Toulouse, du fait qu'au moins 15 % des actifs travaillent dans le pôle,. Elle compte 18 emplois en 2018, contre 13 en 2013 et 21 en 2008. Le nombre d'actifs ayant un emploi résidant dans la commune est de 38, soit un indicateur de concentration d'emploi de 48,2 % et un taux d'activité parmi les 15 ans ou plus de 55,9 %.
Sur ces 38 actifs de 15 ans ou plus ayant un emploi, 17 travaillent dans la commune, soit 46 % des habitants. Pour se rendre au travail, 60,2 % des habitants utilisent un véhicule personnel ou de fonction à quatre roues, 2,9 % les transports en commun, 8,6 % s'y rendent en deux-roues, à vélo ou à pied et 28,3 % n'ont pas besoin de transport (travail au domicile).

### Activités hors agriculture
9 établissements sont implantés  à Sieuras au 31 décembre 2019.
Le secteur de l'industrie manufacturière, des industries extractives et autres est prépondérant sur la commune puisqu'il représente 33,3 % du nombre total d'établissements de la commune (3 sur les 9 entreprises implantées  à Sieuras), contre 12,9 % au niveau départemental.
Une partie de l'économie du village est liée à l'agriculture. Il est difficile de recenser les exploitations agricoles car elles sont souvent sur plusieurs communes.
Cependant, Le fournil de la poule roussea la particularité d'intégrer la chaine entière sur la même exploitation : semis du blé, production de la farine, fabrication et cuisson du pain, et aussi La ferme de Soulère, qui produit un fromage bio.
Les autres activités sont principalement liées au tourisme. Il y a une maison d’hôtes, deux gites ruraux, et une auberge réputée.

### Agriculture
|                                   | 1988 | 2000 | 2010 |
| --------------------------------- | ---- | ---- | ---- |
| Exploitations                     | 16   | 8    | 9    |
| Superficie agricole utilisée (ha) | 584  | 556  | 547  |

La commune fait partie de la petite région agricole dénommée « Coteaux de l'Ariège ». En 2010, l'orientation technico-économique de l'agriculture  sur la commune est la polyculture et le polyélevage. Neuf exploitations agricoles ayant leur siège dans la commune sont dénombrées lors du recensement agricole de 2010 (douze en 1988). La superficie agricole utilisée est de 547 ha.

## Culture locale et patrimoine

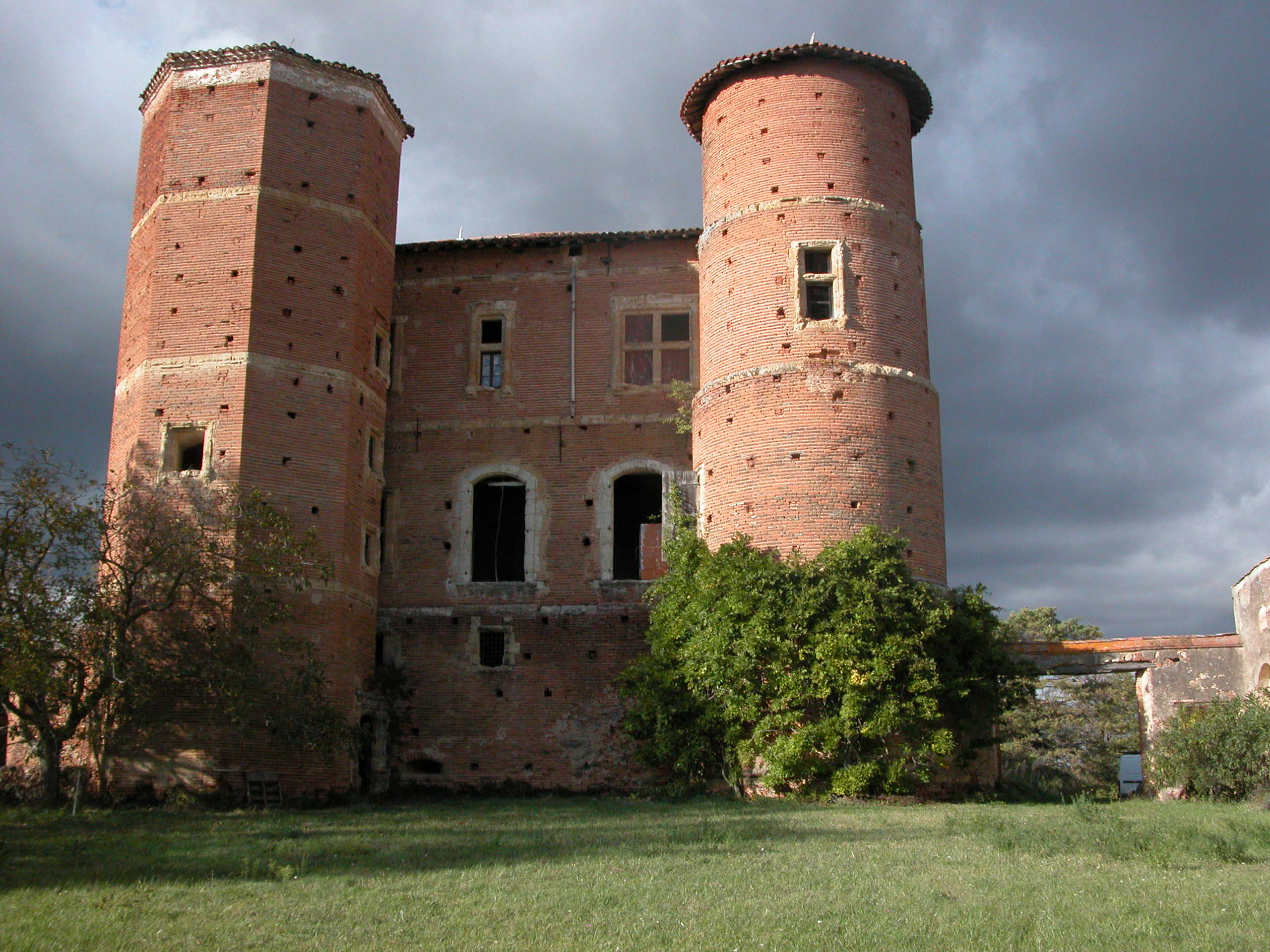
Le château de Nogarède.

### Lieux et monuments

#### Le château de Nogarède
À l'écart du village en direction de la vallée de la Lèze, l'imposant château de Nogarède se dresse au sommet d'une colline et donne sur la vallée de la Lèze. L'édifice construit au XVIe siècle est inscrit en totalité au titre des monuments historiques ainsi que les façades et toitures des dépendances.
À l'extérieur du château, trois édifices qui ont tous (à l'inverse du château) la particularité d'être en pierres avec encadrements en briques. Il s'agit de la chapelle Saint-Laurent, en mauvais état, qui possède un mur-clocher à trois arcades. À l'intérieur, une chaire en bois peint et deux statues de sainte Germaine et saint Joseph.
La porcherie est un édifice équilibré. Une venturie (séchoir par ventilation naturelle) destinée au maïs, laquelle par sa taille imposante (15 × 36 m) témoigne d'une importante activité agricole dans le passé,,.
- Chapelle Saint-Laurent du château de Nogarède datant du XVIIe siècle[64].

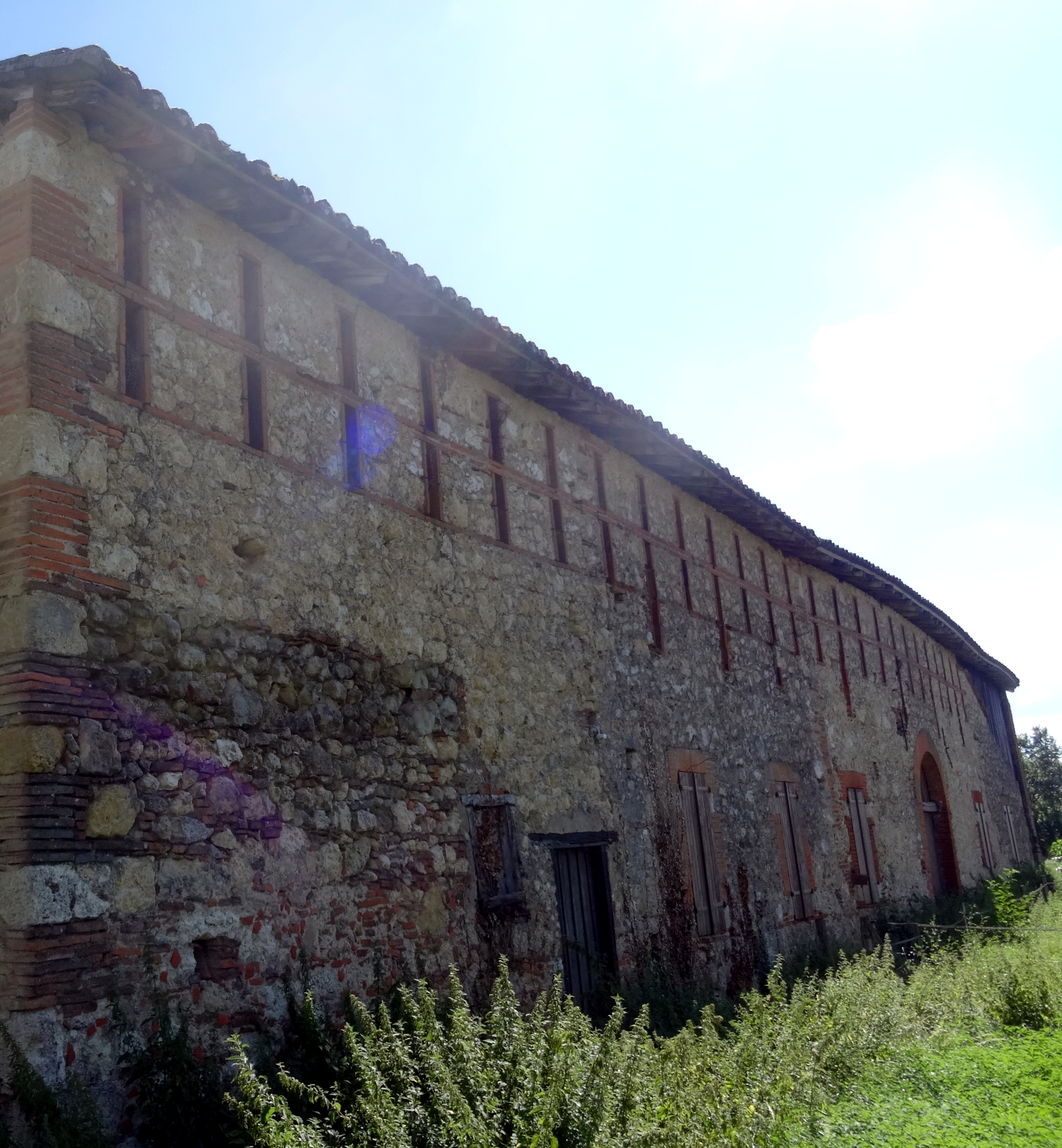
Séchoir à grains du château de Nogarède.
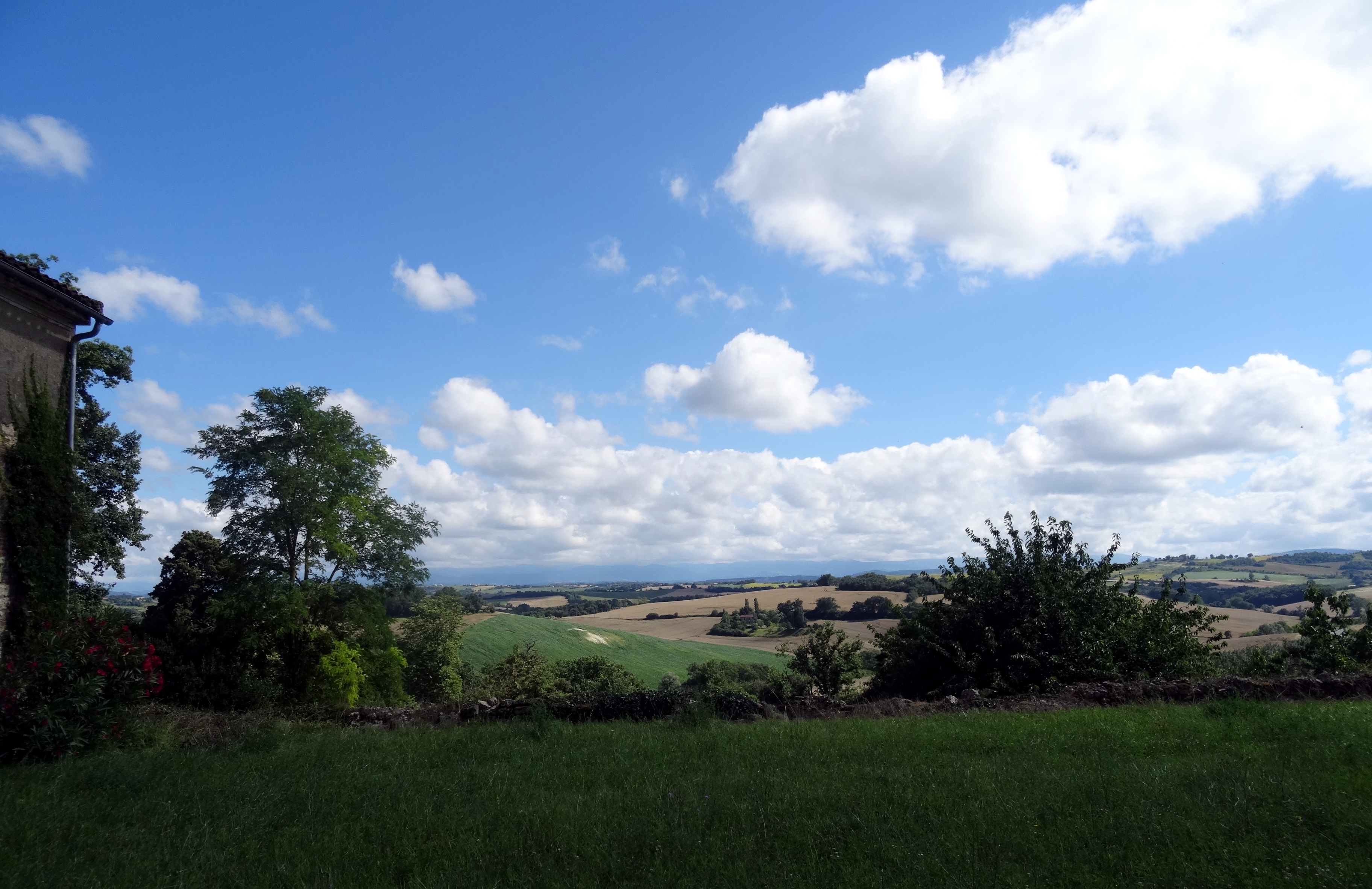
Vue à partir du château de Nogarède.
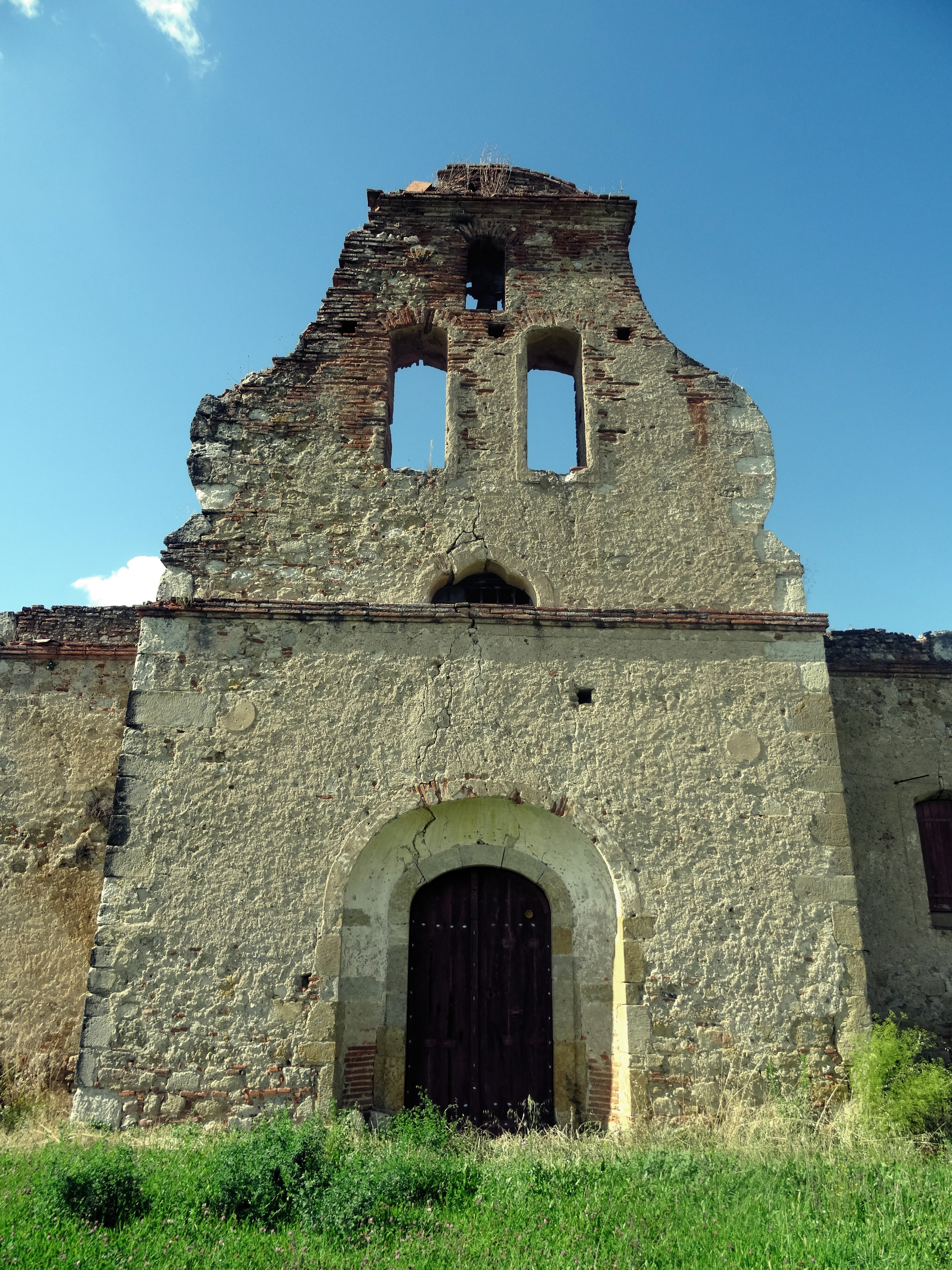
Chapelle Saint-Laurent du château de Nogarède.
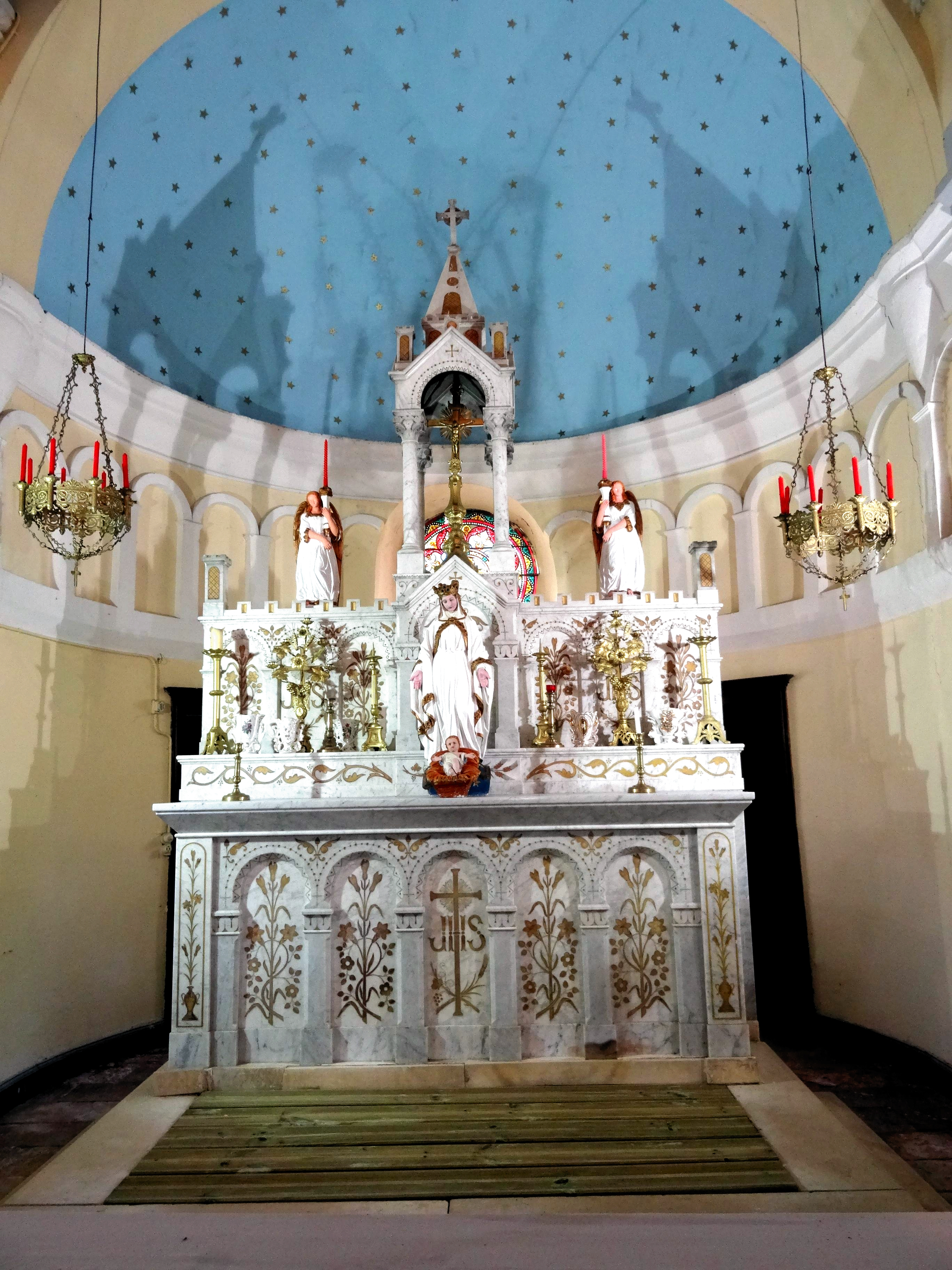
Autel de l'église Saint Sulpice

#### L'église Saint Sulpice
La petite église Saint-Sulpice, du XVIIIe siècle, est située en haut de l'unique rue du village. L'intérieur, très coloré, a été rénové en 2012.

## Pour approfondir